# Międzychód
Międzychód (Duits: Birnbaum) is een stad in het Poolse woiwodschap Groot-Polen, gelegen in de powiat Międzychodzki. De oppervlakte bedraagt 6,98 km², het inwonertal 10.680 (2016).

## Geschiedenis
De stad werd voor het eerst genoemd als Międzybrud (naar het Poolse Bród , "doorwaadbare plaats") in acte van 1378. Het was een nederzetting gebied voor Duitse ambachtslieden en kooplieden verhuizen naar het Poolse land van de aangrenzende regio Neumark. In de loop van de Tweede Poolse deling, in 1793, werd Birnbaum samen met Groot-Polen geannexeerd door het Koninkrijk Pruisen. In 1815 werd het de hoofdstad van de Kreis Birnbaum in het Regierungsbezirk van Posen, een deel van de Pruisische Groothertogdom Posen.
Na de Duitse nederlaag in de Eerste Wereldoorlog werd het gebied overgedragen aan de nieuw opgerichte Tweede Poolse Republiek Międzychód volgens het Verdrag van Versailles, met Miedzychod als de meest westelijke stad van Polen. In 1939 annexeerde Nazi-Duitsland Międzychód en nam het op in de Reichsgau Wartheland na de Invasie van Polen. Na de Tweede Wereldoorlog keerde het terug naar de Republiek Polen en werd de Duitse bevolking verdreven.

## Sport en recreatie
Door deze plaats loopt de Europese wandelroute E11. De E11 loopt van Den Haag naar het oosten, op dit moment tot de grens Polen/Litouwen. De route komt vanuit Gorzycko Stare binnen langs de rivier de Warta, loopt door het oude centrum en vervolgt richting Bielsko.
1. ↑  Website "Polen in cijfers" (pl)